# St. Cosmas und Damian (Holzweiler)

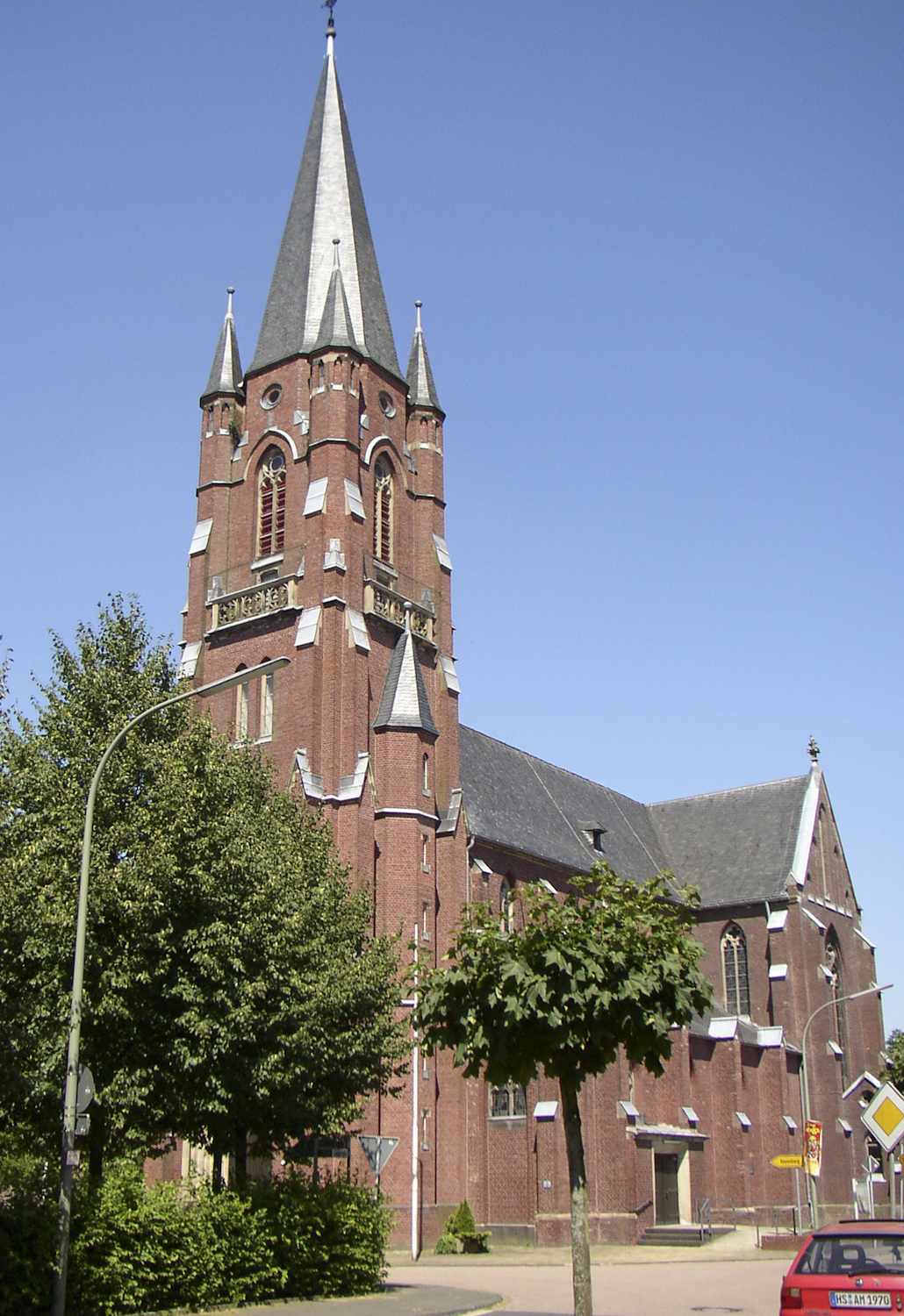
Pfarrkirche St. Cosmas und Damian

Die römisch-katholische Filialkirche St. Cosmas und Damian ist ein denkmalgeschütztes Kirchengebäude in Holzweiler, einem Ortsteil von Erkelenz im Kreis Heinsberg (Nordrhein-Westfalen) und gehört zur Pfarrei „Christkönig Erkelenz“ im Bistum Aachen.

## Geschichte und Architektur
Es ist ein Vorgängerbau des 11/12. Jahrhunderts nachgewiesen. An dessen Stelle wurde von 1857 bis 1859 nach Plänen von Vincenz Statz eine neugotische Backsteinbasilika mit querschiffartigen Anbauten und Dreiapsidenschluss im Osten sowie einem Kreuzrippengewölbe errichtet.
Mit den ersten Arbeiten zur Errichtung des vorgestellten Westturms wurde erst ab 1903 begonnen. Im Juli 1903 wurde der alte baufällige Turmhelm abgerissen und am 18. August 1903 das alte Holz verkauft. Erst nach weiteren elf Jahren begann man im April 1914 mit dem Abriss des alten Turmstumpfes und dem Neubau des Turmes. Die Grundsteinlegung erfolgte am 7. Juni 1914, insgesamt 57 Jahre nach der Grundsteinlegung für den Neubau von Chor und Langschiff. Der am 1. August 1914 beginnende Erste Weltkrieg unterbrach den Neubau. Im Frühjahr 1921 wurde der Bau wieder begonnen, und nach kurzer Zeit war der 57 m hohe Turm fertiggestellt.
Neben dem Südeingang ist ein Weihestein des Handelsherrn Tiberius Claudius Justus eingemauert. Er stammt ursprünglich aus der im Ort nachgewiesenen römischen Villa. Die Maßwerkfenster mit Bleiverglasungen wurden von 1960 bis 1969 nach Kartons von Ernst Jansen-Winkeln angefertigt.
Seit 2010 ist Holzweiler keine eigenständige Pfarrgemeinde mehr. Sie wurde mit einigen anderen ehemaligen Pfarreien zur Pfarre „St. Maria und Elisabeth“ Erkelenz fusioniert, diese wurde 2015 aufgehoben und mit der Pfarrei „St. Lambertus Erkelenz“ zur neuen Pfarrei „Christkönig Erkelenz“ fusioniert.

## Ausstattung
- Die Figuren des Cosmas und des Damian wurden nach Vorbildern des Christian Mohr vom Südquerschiffportal des Kölner Doms um 1860 aus Terrakotta oder Tuff geschaffen. Sie standen im alten Hochaltar.
- Das Triumphkreuz aus Holz ist vom Anfang des 15. Jahrhunderts.

## Glocken
| Nr. | Name         | Durchmesser (mm) | Masse (kg, ca.) | Schlagton (HT-1/16) | Gießer                                            | Gussjahr |
| 1   | Große Maria  | 1.284            | 1.300           | es′ -2              | Johann Wael, Köln                                 | 1436     |
| 2   | Kleine Maria | 1.028            | 650             | g′ -1               | –                                                 | vor 1400 |
| 3   | –            | 500              | 85              | as″ +1              | Fa. Petit & Gebr. Edelbrock, Gescher (abgestellt) | 20. Jh.  |

## Pfarrer
Folgende Priester wirkten bis zur Auflösung der Pfarre 2010 als Pfarrer an St. Cosmas und Damian:
- 1925–1951: Friedrich Gelsam
- 1951–1956: Arthur Füßer
- 1956–1984: Josef Adams
- 1984–1989: Christian Robens
- 1989–?: Johannes Ruhrmann
- 2004–2010: Franz Josef Semrau